# Scopogonalia golbachi
Scopogonalia golbachi är en insektsart som beskrevs av Young 1977. Scopogonalia golbachi ingår i släktet Scopogonalia och familjen dvärgstritar. Inga underarter finns listade i Catalogue of Life.